# Drunella
Drunella is een geslacht van haften (Ephemeroptera) uit de familie Ephemerellidae.

## Soorten
Het geslacht Drunella omvat de volgende soorten:
- Drunella aculea
- Drunella allegheniensis
- Drunella basalis
- Drunella coloradensis
- Drunella cornuta
- Drunella cornutella
- Drunella cryptomeria
- Drunella doddsi
- Drunella flavilinea
- Drunella grandis
- Drunella ishiyamana
- Drunella kohnoi
- Drunella lata
- Drunella lepnevae
- Drunella pelosa
- Drunella sachalinensis
- Drunella solida
- Drunella spinifera
- Drunella submontana
- Drunella triacantha
- Drunella trispina
- Drunella tuberculata
- Drunella walkeri